# Mindżur Tenpa
Mindżur Tenpa (XVII w.) - trzeci druk desi.
Był penlopem Trongsy. Po udanej wyprawie wojennej przeciwko seniorom z Kurte polecił wybudować Lhutse Dzong (1654), natomiast w 1659 zainicjował powstanie Traszigang Dzong.